# 蒲原温泉

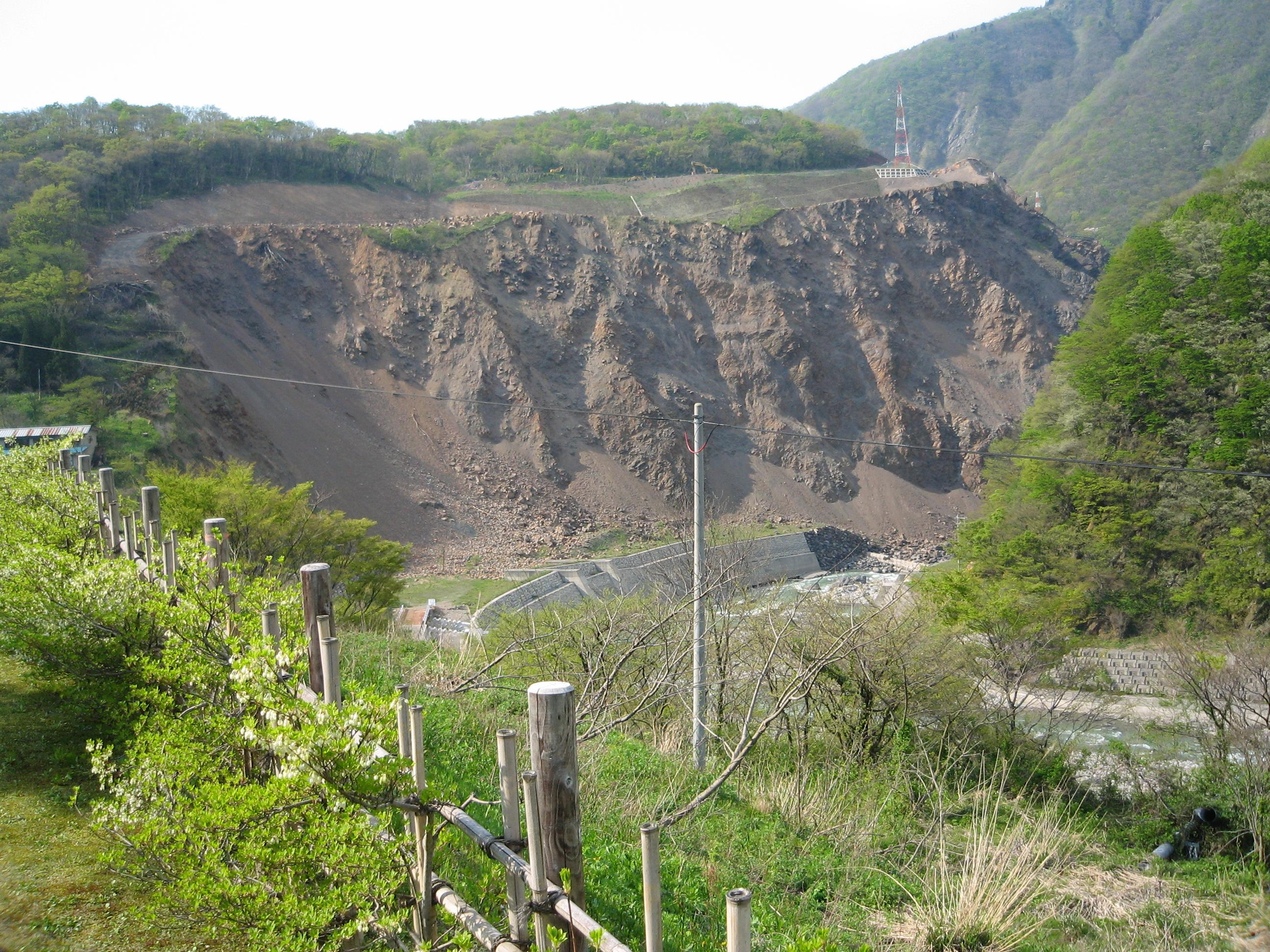
蒲原温泉付近の崩壊部。左の建物は、蒲原温泉の宿。

蒲原温泉（がまはらおんせん）は、かつて新潟県糸魚川市大所字牧山にかつて存在した温泉。

## 泉質
- 弱食塩泉（湯温は48 - 50℃）[1]
- 効能：婦人病、皮膚病、リウマチなど[1]

※いずれも効能はその効果を万人に保証するものではない。

## 温泉地
JR西日本大糸線平岩駅から車で5分、北陸自動車道糸魚川インターチェンジから国道148号を約23㎞南下した葛葉峠の南麓、姫川左岸畔の高台に位置していた。河原には混浴の露天風呂があり、あちこちから湯が沸き出ているため、スコップで河原を軽く掘ってそのまま露天風呂にすることも出来た。また、施設では山菜やコイ料理も出していた。
現在は土石流災害により、山肌が崩壊し蒲原温泉の施設だけが残っている。源泉は姫川の支流蒲原沢が姫川に合流する場所にある。現在は野湯状態である。ただし、源泉地へ行くことはそのルートが非常に危険であるため、実際には放置されたままの状態になっている。 蒲原温泉周辺の崖及びその周辺は工事中であり、工事関係者以外は立入禁止となっていて、一切立ち入ることが出来ない。

## 歴史
かつては川中島の戦いで負傷した武将が傷を癒したと伝えられている。正式な開湯日は1780年頃（1798年の願書下書に「拾八、九年以前」という文字が見える）とされている。
『三国一の名湯』とされてきた当温泉にはかつて一軒宿が存在し、1980年（昭和55年）1月21日、表層雪崩によって被害を受ける（蒲原温泉（旅館）非住宅全壊3棟、半壊1棟）。また、1982年2月15日早朝に温泉宿（当時は母屋、新館、浴室などがコの字に並んでいた）で火災が発生、約3mの積雪のために消防車が入れず消火作業が難航したこともあり、全焼の被害を受けた。
その後、旧館の焼け跡にて一軒宿が再建されたものの、1995年の7.11水害によって大きな被害を受け現在に至る。

### 温泉地周辺
- 姫川温泉
- 白馬大仏
- 葛葉峠
- 国界橋
- 蒲原沢土石流災害慰霊碑